# Cuckservative
Cuckservative est un terme péjoratif formé comme un mot-valise de « cuck », une forme abrégée du mot « cocu » et la désignation politique conservatrice. Il est devenu une étiquette utilisée par les nationalistes et l'Alt-right aux États-Unis.
Le mot « cuckservative » s'est imposé dans les confrontations politiques nationales, à la mi-juillet 2015, attirant l'attention des médias quelques semaines seulement avant le début du premier débat des primaires républicaines pour l'élection présidentielle aux États-Unis en 2016.

## Définition
Le terme « cuckservative », ou plus succinctement « cuck », est un terme péjoratif de l'argot Internet, un mot-valise réunissant le mot « cuck », une forme abrégée du mot « cocu » (« cuckold »), et la désignation politique conservatrice. Il est devenu une étiquette utilisée par des conservateurs pour désigner d'autres conservateurs, jugés lâches, au point d'acquiescer à des idées émanant du camp progressiste,,. Le vocable « cuck », qui a fait son entrée dans l'Urban Dictionary en 2007, a d'abord circulé dans des sections du forum anonyme 4chan, sous la forme « cuckservative », puis dans des messages du réseau social Twitter, avant d'émerger dans les médias anglo-saxons au cours de la présidentielle américaine de 2016. Les soutiens du candidat républicain Donald Trump fustigeaient alors l'un de ses adversaires des primaires républicaines Jeb Bush, tenu pour faible et efféminé face à leur champion,.

## Émergence et usages
Le terme cocu a une longue histoire comme une insulte impliquant qu'un homme spécifique est faible et émasculé, et peut même éprouver du plaisir à sa propre humiliation. La forme abrégée « cuck » est apparue de cette manière comme une insulte à Internet. Elle fait également référence à un genre de pornographie interraciale dans lequel une femme mariée blanche délaisse son mari blanc, préférant avoir des rapports sexuels avec un homme noir. Le mari blanc est donc cocu ou « cuck »,,. L'humiliation ressentie est d'autant plus forte qu'au sentiment de trahison s'ajoutent le préjugé raciste de l'infériorité de l'homme noir et sa résonance avec la crainte ancrée dans la mémoire américaine du viol de la femme blanche par un Noir. Elle constitue un type de vexation que l'industrie n'a pas manqué d'exploiter en l'érotisant.
Le terme, ainsi que la forme abrégée « cuck » pour cocu, trouve son origine sur des sites Web tels que 4chan, Reddit, sur le blog The Right Stuff, et d'autres sites du mouvement alt-right tels que Breitbart.com,.
Certains écrivains politiques américains ont suggéré que les termes « cuck » et « cuckservative » avaient une connotation raciale en raison de leurs racines pornographiques interraciales, au lieu d'être simplement une insulte sexuelle comme le « cocu » original. Par exemple, les hommes blancs qui revendiquent des droits communs sur le ventre de femmes blanches considèrent les femmes blanches qui ont des relations sexuelles avec des hommes noirs comme des traîtres racistes qui ont cocu les hommes de leur race. Ainsi, « cuck » projette les angoisses et les insultes de l'insulter en insinuant que la cible est faible ou aime son humiliation. Le terme « cuckservative » implique de la même manière que certains républicains sont humiliés par leurs actions tout en se sentant ravis et excités de leur propre dégradation en raison de l'abandon de leurs propres normes morales.
Ceux des médias conservateurs, décrits par eux-mêmes et visés par l'acte « cuckservatif », ainsi que des journalistes et des commentateurs d'autres médias, ont décrié ce terme en tant qu'attitude antichrétienne, raciste et cri de ralliement pour les suprématistes blancs et les néoréalistes. Certains observateurs, tels que le Southern Poverty Law Center, une association américaine qui surveillent l'activité des groupes haineux, affirment que le terme est de plus en plus utilisé par les suprématistes blancs aux États-Unis. L'ONG associe le néologisme aux nationalistes et aux suprémacistes blancs. Selon elle, l'insulte véhicule l'idée que les Blancs ne devraient soutenir que des lois favorables aux Blancs,.
Un site d'actualités conservateur, en Espagne, a traduit « cuckservative » en « cornuservador », déclarant que : « Les républicains ne sont rien d'autre que » l'opposition contrôlée « entièrement entre les mains de la gauche politique, qui n'a pour aspiration que les rares occasions où ces mains les touchent sur la tête, et les médias les récompensent avec l'adjectif convoité « modéré » : ce sont les cornuservadores ».
En France, le mot « candaule », popularisé par Henry de Lesquen, a également la même signification que le « Cuckservative » en anglais.
Lesquen donne trois critères qui selon lui définissent « le vrai homme de droite » : « celui qui est contre les lois antiracistes […], celui qui est pour la réémigration, […] celui qui n’a pas peur des mots ». Il explique a contrario que les candaules sont donc les « cosmopolites », c’est-à-dire les personnes qui sont pour la mixité des cultures et des origines dans une même société. Pour de Lesquen, le candaule est la personne qui répond aux trois critères inverses. Il appelle donc à « démolir » ces candaules, « les tocards de la droite ».
Les suprémacistes blancs ont utilisé ce terme pour condamner les politiciens blancs qui, selon eux, défendent sans le savoir « les intérêts des Juifs et des non-Blancs ». La Ligue anti-diffamation dit que ce terme est utilisé par les suprématistes blancs comme synonyme de phrase existante « traîtres à la race ».